# بوحنيفية
بوحنيفية، مدينة وبلدية تابعة إقليميا إلى دائرة بوحنيفية بولاية معسكر الجزائرية.

## التسمية
في القرن الرابع عشر المدينة أصبحت تسمى نسبة للفاتح-أبوحنيفية- وتوجد قبة له في الجهة اليمنى من واد المنطقة، أبوحنيفية المولود سنة 1279ببغداد والذي توفى عن عمر يناهز السبعون سنة بالمدينة.

## جغرافيا

### تضاريس

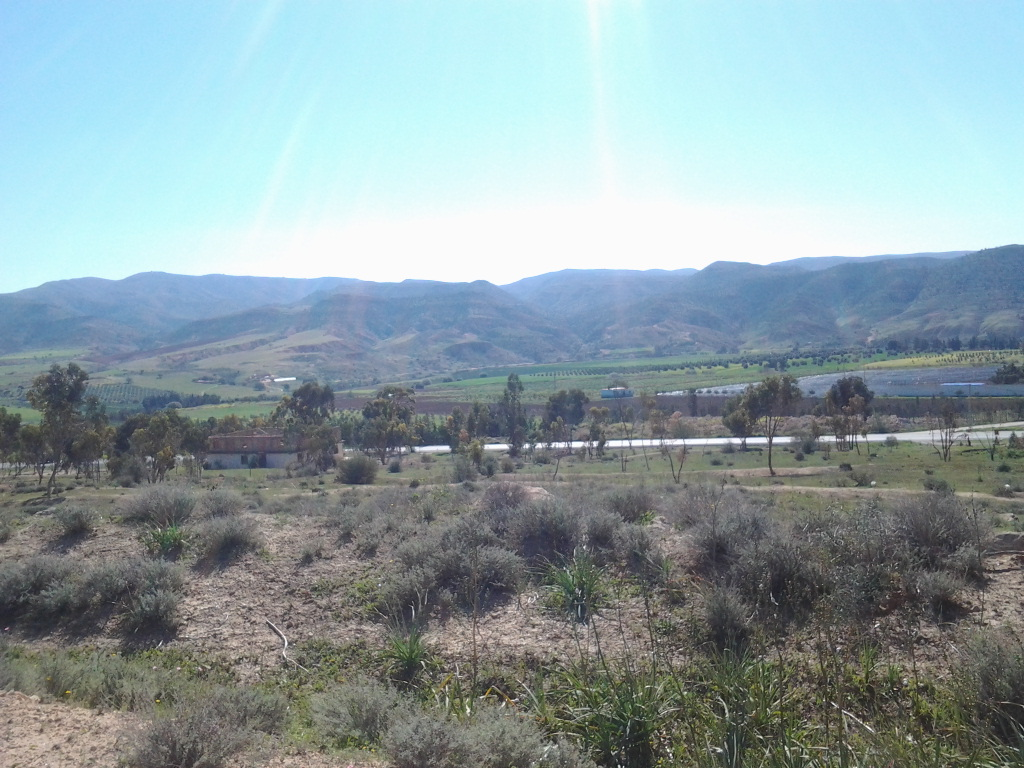
بوحنيفية

إن موضع مدينة حمام بوحنيفية في منطقة جبلية لبني شقران وهي متميزة لمجرى واد الحمام الذي يقطع المدينة من الجنوب إلى الشمال ومياهه لا تجف على طول السنة وهو يجري ببطيء وتحيط به مرتـفعات جبلية يصل ارتفاعها ما بين 600 م إلى 700 م.
لعل في هذا التباين الكبير في معالم الأرض الطبيعية من واد عميق إلى سهول محصورة بين سلاسل جبلية تمكن الأهمية السياحية للمنطقة حيث يفضل بالنسبة للمناطق السياحية، فسياح يفضلون التغير في التضاريس والنبات والخدمات ولهذا نراهم يفضلون المناطق المجاورة للواد وحتى لا نتركهم يشعرون بالملل يجب تهيئتها لهم.
متوسط الارتفاعات: إن موضع المدينة في حوض سفحي لمنطقة جبلية لبني شقران وهي معقدة التضاريس كما يوجد بها سهول التي يصل متوسط ارتفاعها إلى 250 م أما المرتـفعات فهي تـتراوح مابـين 450 م إلى 850م على مستوى سطح البحر

### مناخ
يعد المناخ أحد المقومات الجغرافية الطبيعية وعاملا من العوامل المؤثرة في نشوء وتطور السياحة وتبرز أهمية هذا العامل في كونه يحدد إمكانية الاستـفادة من المصدر السياحية سواء كانت طبيعية أم من صنع الإنسان هذا من جهة ومن جهة أخرى تعتبر الأحوال الجوية والمناخية نفسها من الشمس المشرقة والهواء النقي، ودرجات حرارة معتدلة...إلخ من العوامل المفضلة للتنمية السياحية.

#### الحرارة
- تتميز مدينة بوحنيفية بمناخ البحر الأبيض المتوسط الشبه الرطب وهذا مع ارتفاع درجة الحرارة في فصل الصيف إلى أكثر من 30م°وهذا في شهر أوت أما في فصل الشتاء حيث تصل ما بين 8 م° إلى 10 م°في شهر ديسمبر والذي يعتبر الفصل البارد.

#### التساقط
- تكمن أصالة ومميزات مناخ مدينة حمام بوحنيفية بوضوح في توزيع التساقطات حسب فترة السقوط، وأهم ما يميز الأمطار بها هو تواترها بل تذبذب النظام المطري وعدم انتظامه حيث تصل كمية الأمطار المتساقطة إلى 70ملم وهذا في فصل الصيف أما كمية الأمطار المتساقطة سنويا تصل إلى 350 ملم. 
- التساقط (متوسط 13 سنة من 1980 إلى 1993) لمحطة حمام بوحنيفية

### الرياح
تغلب على المنطقة الرياح الشمالية الغربية كما تتعرض المنطقة لرياح السيروكوا الجنوبية الشرقية والتي تدوم هبوبها بمعدل 15 يوما في السنة، ففي فصل الصيف وخاصة في الشهرين جويلية أوت هذه الرياح لها أثر تجفيفي تعمل على رفع درجة التبخر وحملها لحبيبات الرمال الدقيقة التي تلحق أضرار بالغة بالمنتوجات الفلاحية.

### موقع

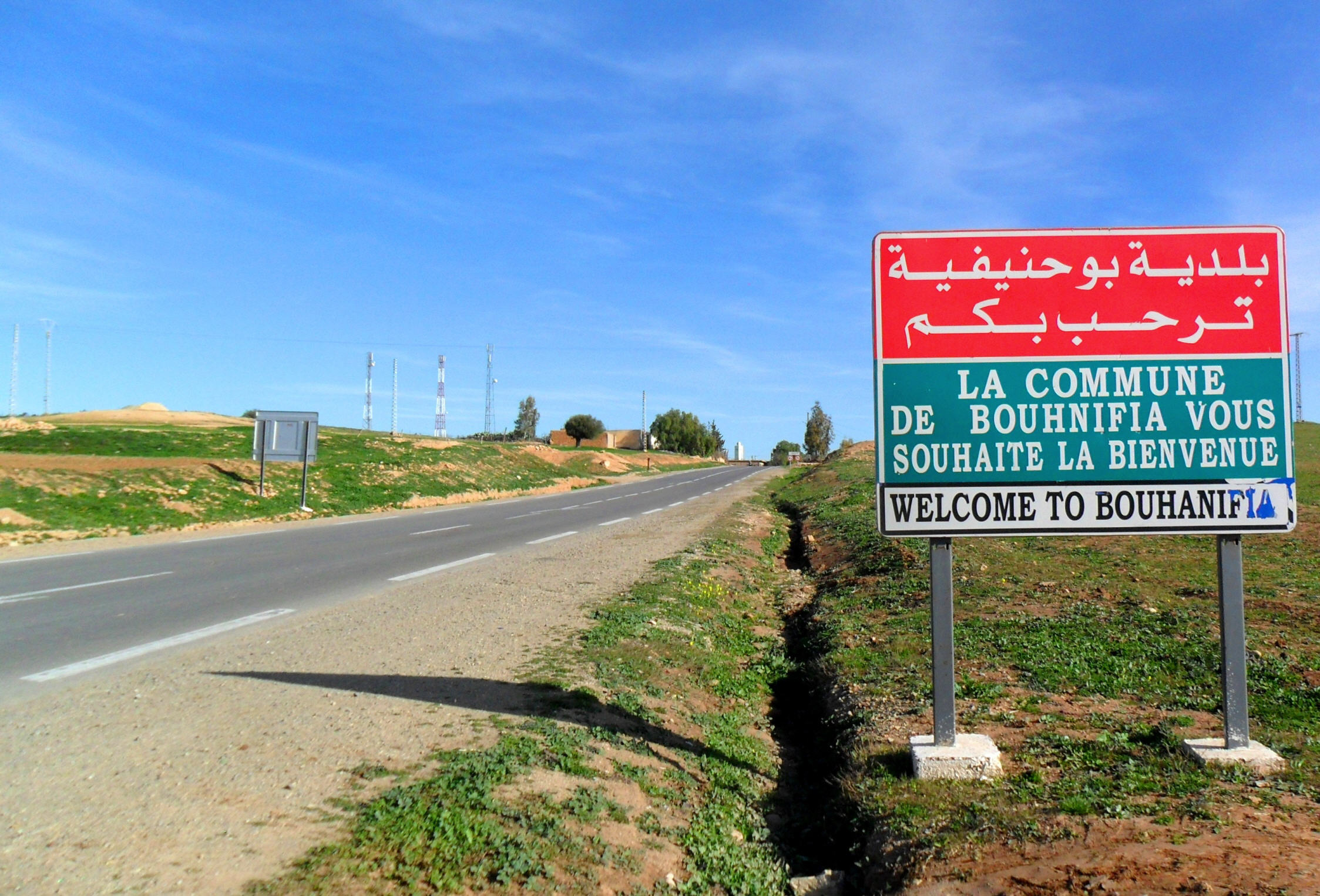
مدخل البلدية

حمام بوحنيفية مركز إداري لبلدية تحمل اسمها، تغطي مساحة 238 كم2 يحدها من الشمال بلدية تيري وبلدية حاسين ومن الجنوب ولاية سيدي بلعباس وغربا دائرة سيق سيدي بلعباس وشرقا بلدية عين فكان، كما تبعد عن مدينة وهران بـ100 كم و20 كم عن مركز ولايتها معسكر وعن العاصمة بـ 365 كم، تعتبر المدينة من بين أكبر وأهم المحطات المعدنية في الجزائر حيث أنها تستقبل أكثر من 144000 سائح سنويا. هذه المدينة منذ سنة 1988 أصبحت مقر دائرة تضم عدة بلديات كبلدية حاسين وبلدية القيطنة، ويقطعها طريق ولائي رقم 06 الرابط بين ولاية معسكر وسيدي بلعباس، كما تبعد هذه المدينة عن البحر الأبيض المتوسط بــ 60كم.

## التاريخ

### الفترة الرومانية
إن تاريخ مدينة بوحنيفية ليس حديثا بل معروف باكتشاف واستعمال مياهه المعدنية المكتشفة من طرف الرومان.
- لقد وصل الرومان إلى مدينة بوحنيفية والدليل هو تلك الآثار المتبقية حاليا وهذا في المنطقة الجنوبية من المدينة، المياه المعدنية كان يعتز بها الرومان مما أدى بهم إلى بناء مدينة عسكرية التي كانت تسمى أكواسبرنسس  بالقرب من المنابع المعدنية الساخنة الأثار المتبقية درست من طرف الجيولوجية السيدة M.vincent التي غطت مساحة كبيرة من الهكتارات والتي قالت أن هذه المدينة دمرت عدة مرات وأعيد بناؤها وبقيت مزدهرة إلى غاية القرن السابع عشر، ونجد بين الآثار المتبقية وجود مطحنة زيتية وبقايا حمامات رومانية قديمة العمران.
وقد أفاد بعض الأساتذة بالمدينة أن أحد الفلاحين اكتشف مؤخرا بقايا مدينة رومانية عندما كان يقوم بالحفر، وعلى هذا الاكتشاف وبعد عمليات البحث عثر على مجموعة من الأحجار الكبيرة والقلل وغرف التي كانت تستعمل كحجرات لجمع المواد الدسمة، ومما تجدر الإشارة إليه أن مدينة بوحنيفية يعود تاريخها إلى أقدم العصور بها العديد من المناطق الأثرية.

### الفترة الاستعمارية

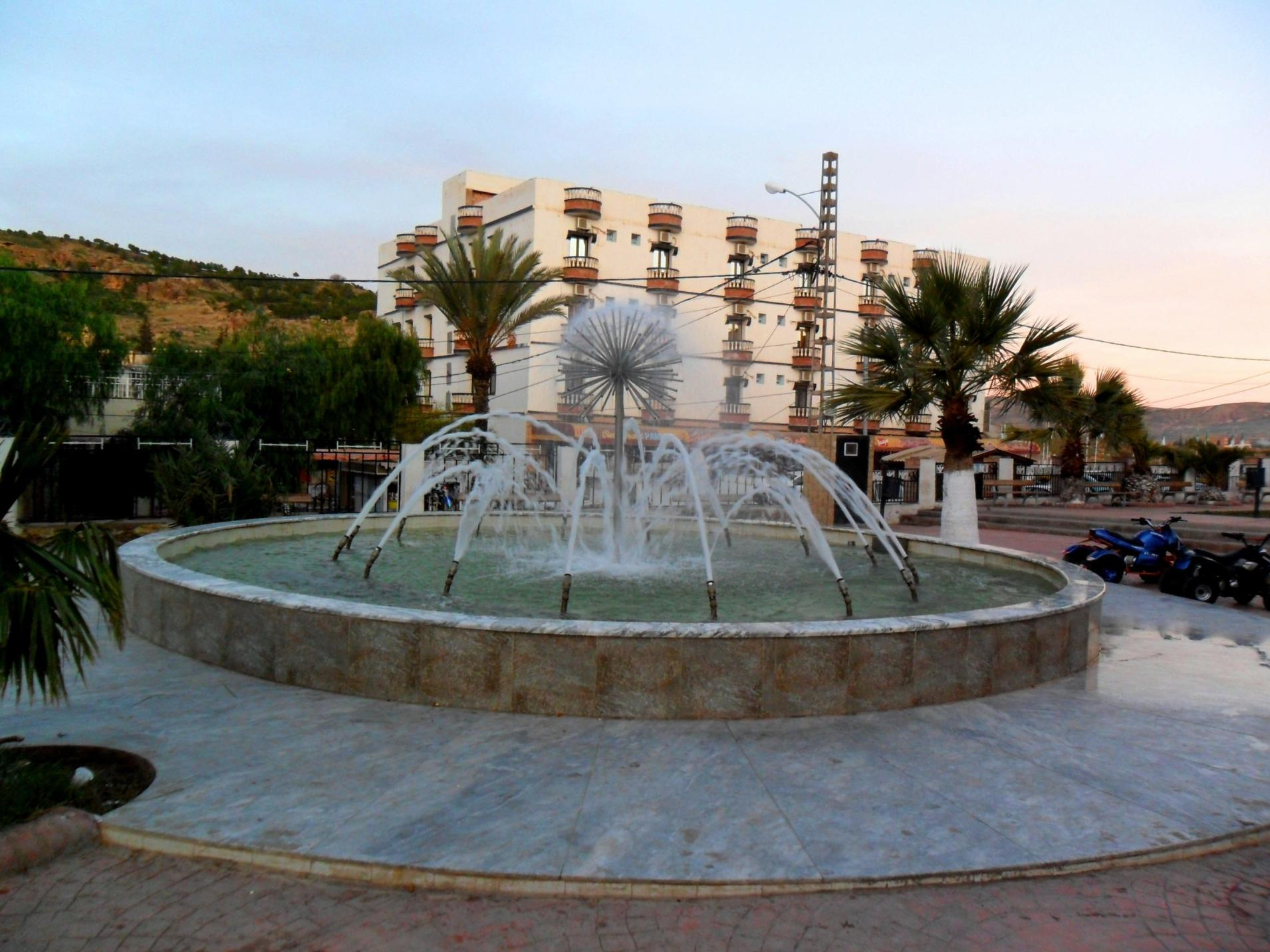
الفندق

في بداية القرن العشرين كانت المدينة معروفة بمنابعها المعدنية تم بناء فيها أول جسر وهذا لربط المدينة بباقي المناطق الأخرى زيادة على هذا تم بناء بيوت من نوع البناء الجاهز من أجل استقبال المسافرين، وبعد مرور مدة من الزمن تم بناء أول فندق وهو فندق «عبيـبدة» سنة 1905وفندق المسافرين سنة 1912وفندق فيشي سنة 1916 الذي يرجع اسمه إلى صاحب الفندق وهو من أصل يهودي وأصبح يدعى الآن فندق الصدق.
- وتحت الضغط المتواصل للمرضى الحكومة الفرنسية قامت ببناء مرافق الاستقبال كالمستشفى وحمام الذي يسمى حاليا فندق الحمامات التابع للقطاع العام ونشوء الطرق التي تمثل بنية المدينة.
- وفي سنة 1939تم بناء المحطة المعدنية الخاصة بالمرضى، كما استفادة المدينة ببناء سد الذي يبعد بـ 4 كم ويحتوي على احتياط من الماء 80 مليون م3 هذه المنشآت سمحت بخلق مناصب عمل مما أدى إلى ظهور سكان جدد وهذا راجع إلى ظهور أحياء جديدة يسكنها عرب، حي«القلال» الموجود في الجهة اليمنى للواد وحي«سيدي الصحبي» في الجهة اليسرى للواد.أما وسط المدينة فكان أغلبه مستغل من طرف الفرنسيين.وفي الخمسينيات تم استغلال محجر الرخام المتواجد في الجهة الشرقية للمدينة.
الوسط الطبيعي والبشري بمدينة حمام بوحنيفية:
يتضح بأن السياحة ترتبط ارتباطا وثيقا بالبيئة الجغرافية سواء كانت هذه البيئة طبيعية أم من صنع الإنسان، إن المقومات الطبيعية التي تشكل جزءا هاما من البيئة الجغرافية أو بعبارة أدق الجانب الطبيعي من هذه قد تؤثر سلبا أو إيجابيا في نشوء وتطور السياحة، إن المقومات الجغرافية الطبيعية تشمل (الموقع الجغرافي، والحيوانات البرية) المؤثرة في نشوء السياحة.

## السكان
تعد الدراسة السكانية في غاية الأهمية من حيث علاقتها بالنشاط السياحي المتركز في وسط المدينة وأن سكان المدينة أغلبه يتمركز في الأحياء المحاطة بمركز المدينة.
وقد بلغ سكان مدينة حمام بوحنيفية حسب إحصاء 1987 حوالي 6736 نسمة، وخلا سنة 1987 بلغ عدد السكان 6737 نسمة.
نمط البناء: من بين الأنماط التي نجدها في مدينة حمام بوحنيفية هي الفيلة – البناء الأروبي «الجماعي الأفقي – الجماعي العمودي –»-البناء الجاهز-الأحياء القصديرية والفوضوية.

## البيئة

### النبات الطبيعي
إن المناطق الجبلية في المنطقة تعتبر أكثف مناطق الجزائر أشجارا نشير إلى أن نوع الغطاء الغطاء النباتي الطبيعي في منطقة عبارة عن غابات المتمثلة في أشجار البلوط، الصنوبر، العريش، العرعار، والباقي من محطات المنطقة حشائش غنية.
- إن نوعية النبات الطبيعي وكثافته في المنطقة الجبلية تتوقف على عوامل عديدة كموقعها بالنسبة لهبوب الرياح المحملة ببخار الماء فهي أشد كثافة في السفوح الشمالية للرياح الممطرة وأقل كثافة في السفوح الجنوبية التي تقع في ضل المطر وخاصة هذا ما نجده في غابة إسطمبول والجبايلية من أكثف الغابات في المنطقة كما نجد غابات أخرى في الجهة الجنوبية الشرقية وهي غير كثيفة مثل جبل وسيلاس إلى جانب أشجار الصفصاف الموجودة في الحضر والمشتلة بحيث لا نجد أي أشجار وهذا في جبال الشرفة.
- إن النبات الطبيعي وبالأخص الغابات أهمية كبيرة في نشوء وتطور السياحة فالغابات تحد من وطأة الحر الشديد في الصيف والبرد القارص في الشتاء وتهيئ الجو المعتدل المنعش والصحي فهي تعمل على أمتصاص الأشعة الساقطة هذا من جهة ومن جهة أخرى تعطي الجمال والروعة على المركز السياحية وتعد ملاجئ طبيعية لإيواء كثير من الطيور والحيوانات البرية التي تشكل هي الأخرى بدورها إحدى المقومات الجغرافية لنشوء وتطور السياحة.

### الطيور والحيوانات
الطيور والحيوانات البرية وكذلك الأسماك الموجودة في مياه الواد والسد تحظى باهتمام السياح وتشكل أحد المقومات الجغرافية الطبيعية المؤثرة في السياحة، إن الطيور والحيوانات البرة التي تنتشر في الجبال والغابات المجاورة تسمح للسياح بمزاولة هواية الصيد إن كثير من الدول بدأت توجه عناية كبيرة نحو الحيونات والطيور وخاصة النادرة وقامت بجمعها في مناطق محدودة تشكل أماكن جذب جيدة للسياح إن المناطق الجبلية والغابية من بوحنيفية تزخر بالطيور والحيوانات البرية وتنعدم فيها الحيوانات المفترسة والخطرة على الإنسان.

### الموارد المائية
- يهتم الجغرافيون فيدراسة المدن بموارد المياه وذلك لأن نمو المدن وتوطن مختلف الأنشطة يربط بوفرة المياه.إن المنطقة الجبلية لبني شقران في بوحنيفية من المناطق الغنية بالمياه السطحية حيث تجري فيها معظم روافد واد الحمام التي يمر بالمدينة ويقسمها إلى جهتين من الجنوب نحو الشمال، إن لهذه الروافد أهميتها بسبب غزارة مياهها يرتفع منسوب مياه الواد والتي يعتمد عليها في النساطات الاقتصادية المختلفة وخاصة في القطاع الفلاحي، وكذا تمويل الحمامات بالماء البارد، كما أنه لا يجف على طول السنة ويأخذ منبعه من وسط الأطلس الصحراوي وعلى ارتفاع 1200 م من الجنوب الغربي لمدينة بيوا رأس الماء.

#### السد

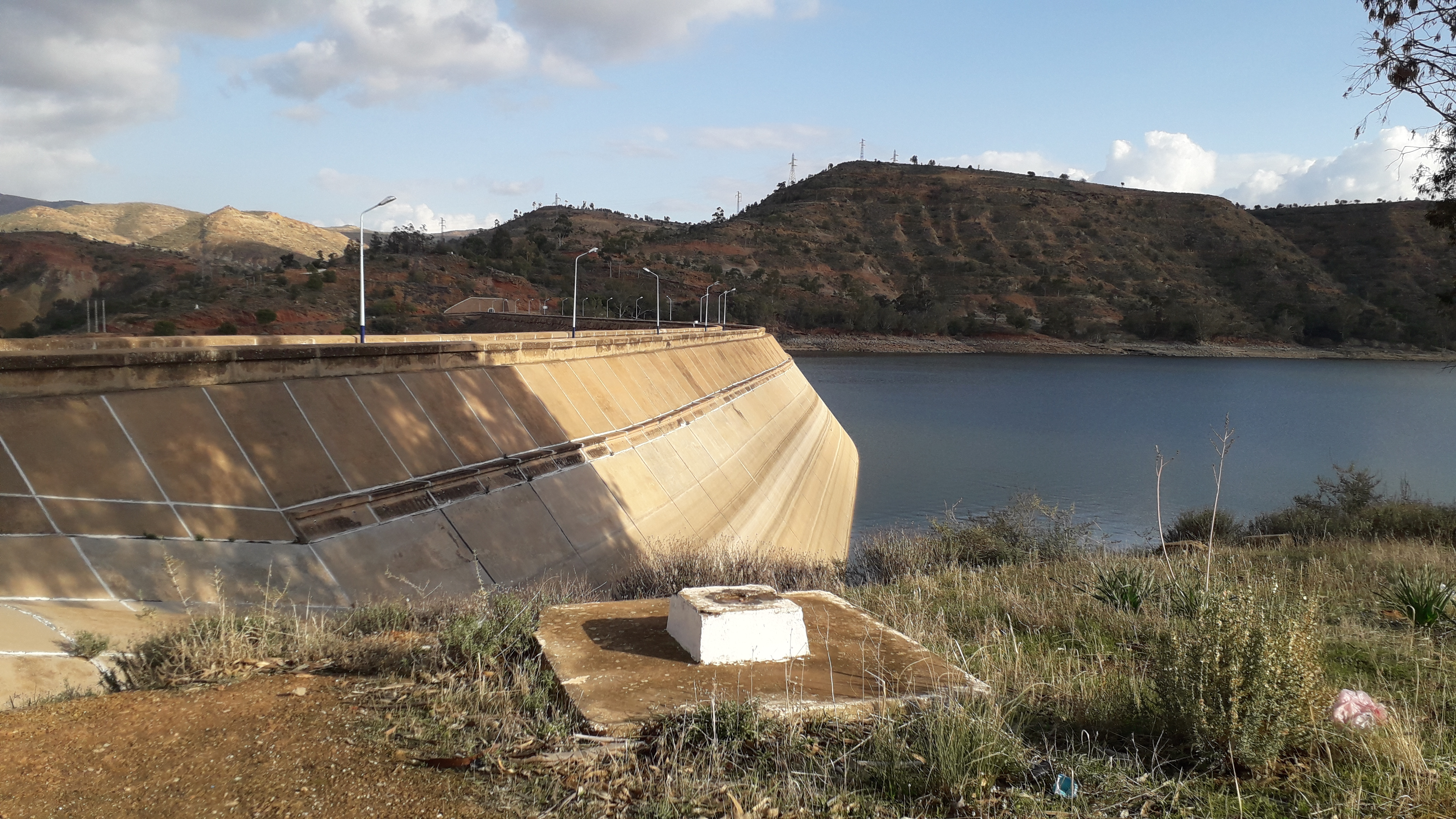
سد بوحنيفية

يقع في منطقة بحثا أي جنوب المدينة وعلى بعد 4 كم سد يدعى سد بوحنيفية الذي بني في عهد الاستعمار وبالضبط في سنة 1937. إن لهذا السد موقع ذات أهمية بالغة الكثير من المؤسسات الترفيهية والفندقية والخدمات السياحية التي ترتبط بها هذه المؤسسات فليس من أن ننشأ مدن سياحية في قطرنا حول السدود كما يستطيع أن يحتوي هذا السد على احتياط من الماء 80 مليون م3 في السنة لكن لحد اللآن لم يصل إلى هذه الطاقة. وبالرغم من عدم توفر الإحصائيات المتعلقة بدرجة حرارة مياهه إلا أننا نستطيع القول أن درجة حرارة مياهه فهي تتراوح ما بين 
15 دم إلى 20 دم°.

#### المياه الجوفية
الينابيع والعيون الطبيعية: 
و التي تنتشر بكثرة في المنطقة وتصبح المحور الأساسي للحياة البشرية.

#### المياه المعدنية
و هي المياه الجوفية التي تتصف بصفات كيمياوية خاصة التي تستخدم لأغراض طبية وعلاجية ولهذا فهي مرتبطة ارتباطا وتيقا بالسياحة العلاجية، لقد عرف الإنسان منذ القدم الأهمية العلاجية لبعض لبعيون المعدنية فهي بما تملكه من الخواص الطبيعية صالحة لمعالجة أنواع مختلفة من الأمراض.
- ففي مدينة بوحنيفية توجد عدة منابع معدنية ساخنة حيث أنها تتميز بميزة إشاعية كبيرة ومميزات علاجية مما جعلت المدينة من بين أكبر وأهم المحيطات المعدنية في الجزائر.
أقسام المنابع المعدنية:

##### منابع عليا (منابع الصد)
- توجد هذه المنابع في مواقع عالية أي مرتفعة عن المركز المدينة وهي الوحيدة التي تغدي الحمامات حيث أنها توجد في الجهة الشرقية من المدينة والتي تصل حرارة مياهه إلى دم° وإشعاعه متوسط وعددها ثلاثة عيون.
منابع معدنية سفلى (منابع الجسور):
إن مكان وجود هذه المنابع في منطقة منخفظة من المدينة أي على حافة الواد في جهته اليمنى هذه المنابع لا تستغل بل تذهب مباشرة إلى الواد وحرارة مياهها تتغير من منبع لآخر ما بين 38 دم° إلى 56 دم° وعددها 08.

##### منابع سيدي عبد الله (العيون المالحة)
هذه المياه تمتاز بمذاق ملح مما يطلق عليها بالعيون الملحة والتي توجد على يسار الواد وعلى بعد 500م جنوب المدينة وتصل حرارة مياهها إلى 20 دم°.
أثر الزلزال معسكر على هذه المنابع:
في الوقت التي كانت العيون المعدنية قليلة التدفق وخاصة المنابع السفلى (منابع الجسور) فظهر العكس بعد الزلزال فنلاحظ في هذه العيون خروج مواد من باطن الأرض وترسبت على حافتها وجريان هذه العيون زاد مع ارتفاع في درجة حرارتها وانفجرت عدة عيون جديدة وهذا على حافة الواد.
اهتزاز الأرض: هذه المدينة من بين المناطق الغير مستقرة وتعتبر منطقة حساسة نظرا لموقعها في منطقة بركانية وأن القدرة المتوسطة تصل إلى 08 على سلم ماركات.

## معرض صور

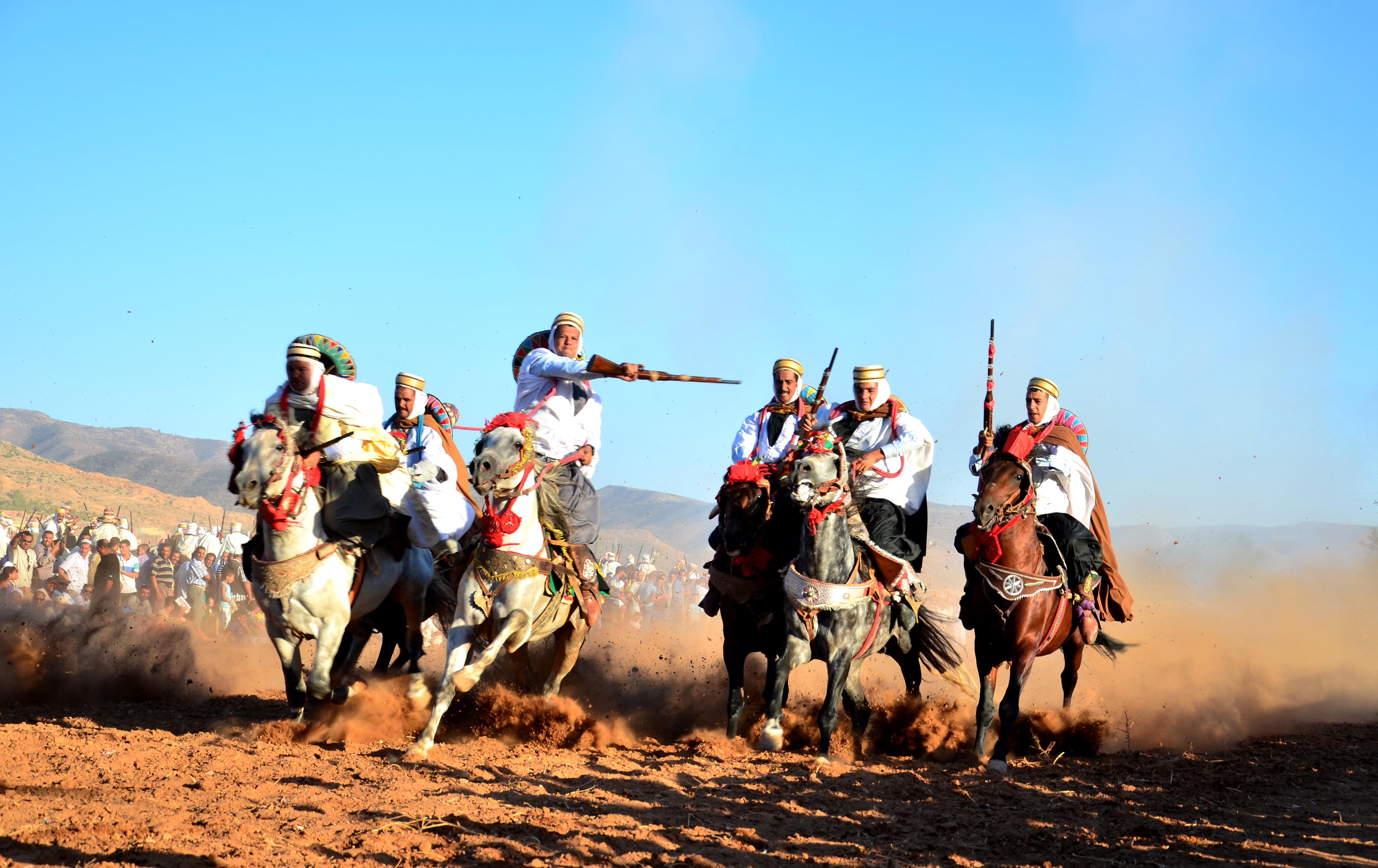
خيالة بوحنيفية